# DK Metcalf
DeKaylin Zecharius Metcalf (Oxford, Misisipi, 14 de diciembre de 1997), más conocido como DK Metcalf, es un jugador profesional estadounidense de fútbol americano que se desempeña en la posición de wide receiver en los Pittsburgh Steelers equipo de la National Football League (NFL).

## Carrera
Metcalf fue seleccionado en la segunda ronda en la Reunión Anual de Selección de Jugadores de la NFL de 2019. Hizo su debut profesional con el equipo Seattle Seahawks, donde lleva jugando cinco temporadas.